# Guillandinodes
Guillandinodes là một chi thực vật có hoa trong họ Đậu.